# Ronneby
Ronneby este un oraș în Suedia.

## Demografie
| \| Evoluția demografică a zonei urbane Ronneby, 1970–2015 \| Evoluția demografică a zonei urbane Ronneby, 1970–2015 \| Evoluția demografică a zonei urbane Ronneby, 1970–2015 \| Evoluția demografică a zonei urbane Ronneby, 1970–2015 \| Evoluția demografică a zonei urbane Ronneby, 1970–2015 \| \| --------------------------------------------------------------------------------------- \| ------------------------------------------------------ \| ------------------------------------------------------ \| ------------------------------------------------------ \| ------------------------------------------------------ \| \| An \| \| \| Locuitori \| \| \| 1970 \| 1970 \| \| 11.801 \| 11.801 \| \| 1975 \| 1975 \| \| 12.086 \| 12.086 \| \| 1980 \| 1980 \| \| 12.019 \| 12.019 \| \| 1990 \| 1990 \| \| 11.355 \| 11.355 \| \| 1995 \| 1995 \| \| 11.740 \| 11.740 \| \| 2000 \| 2000 \| \| 11.857 \| 11.857 \| \| 2005 \| 2005 \| \| 11.767 \| 11.767 \| \| 2010 \| 2010 \| \| 12.029 \| 12.029 \| \| 2015 \| 2015 \| \| 12.612 \| 12.612 \| \| Sursa: SCB - Statistika Centralbyrån, Folkmängden per tätort. Vart femte år 1960 - 2016 \| \| \| \| \| |      |  |           |        |
| Evoluția demografică a zonei urbane Ronneby, 1970–2015 |      |  |           |        |
| An |      |  | Locuitori |        |
| 1970 | 1970 |  | 11.801    | 11.801 |
| 1975 | 1975 |  | 12.086    | 12.086 |
| 1980 | 1980 |  | 12.019    | 12.019 |
| 1990 | 1990 |  | 11.355    | 11.355 |
| 1995 | 1995 |  | 11.740    | 11.740 |
| 2000 | 2000 |  | 11.857    | 11.857 |
| 2005 | 2005 |  | 11.767    | 11.767 |
| 2010 | 2010 |  | 12.029    | 12.029 |
| 2015 | 2015 |  | 12.612    | 12.612 |
| Sursa: SCB - Statistika Centralbyrån, Folkmängden per tätort. Vart femte år 1960 - 2016 |      |  |           |        |